# Giovanni Niccolò Perti
Giovanni Nicolò Perti (in der Regel als Nicolò Perti aufgeführt) (* 1656 Rovenna bei Cernobbio; † 1718) war ein hauptsächlich in Bayern tätiger italienischer Stuckateur.

## Leben
Sein Vater war der Maurermeister Lorenzo Perti († 1692) aus Rovenna bei Como und wahrscheinlich nahm er ihn 1663 mit nach München, von wo seine ersten Werke überliefert sind. Als weitere Stationen seines Lebens sind nur seine Werksorte Tölz, Tegernsee, Fürstenfeld, Velburg, Neuburg an der Donau, Benediktbeuern und Augsburg bekannt.

## Werk
- Um 1675 Stuck in der Münchner Theatinerkirche
- Stuck in der Münchner Residenz (zugeschrieben)
- 1684 Stuck in der Antoniuskapelle im Franziskanerkloster Tölz (inzwischen abgerissen)
- Ab 1684 Stuck in der Klosterkirche Tegernsee (zugeschrieben)
- 1691 Stuck in zwei Sälen des Klosters Fürstenfeld
- 1692 bis 1693 Stuck im Augsburger Dom
- 1700 bis 1701 Stuck in Schloss Helfenberg (mittlerweile Ruine)
- 1701 Stuck in der Studienkirche St. Ursula in Neuburg an der Donau
- 1703 Schloss Schönach